# Верзилов, Пётр Юрьевич
Пётр Ю́рьевич Верзи́лов (род. 25 октября 1987, Москва) — российский художник-акционист и медиаменеджер. Участник группы Pussy Riot, основатель и бывший издатель интернет-СМИ «Медиазона». До 2009 года — один из наиболее активных участников арт-группы «Война».

## Биография

### Ранние годы
Пётр Верзилов родился 25 октября 1987 года в Москве. Он единственный ребёнок в семье физика-ядерщика и внук московского архитектора. Мать — Елена Верзилова, занимается постановкой спектаклей в театральной студии школы 548 Москвы. Верзилов учился в школе в Японии, а затем в школах в Канаде в 1999—2003 годах, он свободно владеет английским языком. После возвращения в Москву окончил там среднюю школу 548, получил диплом I степени на городском конкурсе «Страноведение». Поступил на философский факультет МГУ, но не окончил его, оставив учёбу на втором курсе. В 2005 году в возрасте 18 лет получил гражданство Канады в порядке натурализации.

### Активистская деятельность
Верзилов — бывший участник арт-группы «Война» — леворадикального акционистского движения, после разногласий внутри которой в 2009 году стал членом «московской фракции „Войны“» (как и Надежда Толоконникова). Принимал участие во многих акциях, включая перформанс в Государственном биологическом музее им. К. А. Тимирязева (2008), акцию «Унижение мента в его доме» (захват отделения милиции).
Вместе с Алексеем Навальным Верзилов был задержан после митинга в Москве против фальсификации на выборах в Государственную думу 5 декабря, был приговорен к 10 суткам ареста и вместе с ним устраивал в спецприёмнике «шумовые акции». Он также входил в расширенный оргкомитет общегражданского митинга, который прошёл 24 декабря на проспекте Сахарова, уточняет «Газета.ru».
В мае 2012 года был задержан вместе с Евгенией Чириковой после того, как в лагере оппозиционеров на Кудринской площади она стала призывать людей приехать в субботу к зданию мэрии подмосковного города Жуковский и требовать восстановления разогнанного там на днях лагеря защитников Цаговского леса.
В сентябре 2014 года совместно с Надеждой Толоконниковой и Марией Алёхиной основал издание «Медиазона».
В июле 2018 года, в ходе чемпионата мира по футболу участвовал в политической акции «Милиционер вступает в игру», в ходе которой выбежал во время матча на футбольное поле. Верзилов был оштрафован.
В сентябре 2018 года Верзилов был серьёзно отравлен. Несколько дней находился без сознания в московской больнице, когда пришёл в себя, его доставили в Берлин, где он восстановился и через несколько месяцев вернулся в Москву. Точное вещество отравления выяснить не удалось, так как Верзилов был доставлен в Берлин только на 6-й день.
В феврале 2019 года Верзилов опубликовал расследование расстрела российских журналистов в Центральноафриканской Республике, где высказал версию, что исполнители убийства «прилетели с Донбасса».
В марте 2022 года приехал на Украину вместе с продюсером Бо Уиллимоном для съёмок документального фильма о российском вторжении. В мае 2023 года сообщил о своём участии в боях за Бахмут на стороне Украины. В октябре 2023 года в интервью Дудю сказал, что в рядах ВСУ выполнял разведывательные, логистические и иные задачи. В связи с этим покинул пост издателя «Медиазоны», чтобы не вызывать сомнений в неангажированности издания.

### Политическое преследование
17 апреля 2020 года Верзилов был задержан в Москве во время карантина в полицейской форме.
21 июня 2020 года Верзилова задержали и допросили в качестве свидетеля по «московскому делу». После допроса его отпустили, но позже снова задержали и оформили протокол за мелкое хулиганство. 25 июня суд оставил в силе его арест на 15 суток. Также против издателя «Медиазоны» возбуждено уголовное дело из-за того, что он не уведомил о наличии паспорта Канады. 8 июля 2020 года Верзилова вновь задержали в Москве. 9 июля Петра Верзилова отправили на психиатрическую экспертизу.
29 сентября 2021 года Минюст России включил Верзилова в список СМИ — «иностранных агентов». В тот же день туда были добавлены ООО «ЗП» (юридическое лицо, учредившее «Медиазону»), связанный с «Медиазоной» правозащитный проект «Зона права», а также главный редактор «Медиазоны» Сергей Смирнов.
3 ноября 2023 года Басманный районный суд Москвы заочно приговорил Петра Верзилова к 8,5 годам колонии за «распространении фейков о российской армии».

## Акция на чемпионате мира и отравление

### На чемпионате мира по футболу 2018 года
15 июля 2018 года во второй половине финального матча первенства мира, проходившего на Большой спортивной арене «Лужники», Пётр Верзилов и три активистки Pussy Riot выбежали на поле; миновать кордоны безопасности им помогла полицейская форма, в которую они были одеты. Игра была остановлена на время удаления молодых людей с поля, все четверо были задержаны. Суд признал Петра Верзилова виновным в грубом нарушении правил поведения зрителей при проведении официальных спортивных соревнований и назначил ему максимальное наказание, предусмотренное частью 3 статьи 20.31 КоАП («Грубое нарушение правил поведения зрителей при проведении официальных спортивных соревнований, если эти действия не содержат уголовно наказуемого деяния») — 15 суток административного ареста. Также Петру Верзилову запрещено в течение трёх лет посещать официальные спортивные мероприятия на территории России.
25 июля 2018 года мировой суд оштрафовал Петра Верзилова на 1,5 тысячи рублей за незаконное ношение полицейской формы. Сам Верзилов не признал свою вину.

### Отравление
Вечером 11 сентября 2018 года Верзилов был госпитализирован в токсикореанимационное отделение московской городской клинической больницы имени Бахрушиных с признаками тяжёлого отравления. По словам девушки Верзилова Вероники Никульшиной, у активиста во второй половине дня стало ухудшаться зрение, речь и моторика, начались судороги. 13 сентября был переведён в реанимацию Научно-исследовательского института имени Н. В. Склифосовского в тяжёлом состоянии. 14 сентября он пришёл в сознание, его состояние улучшилось, но у него все ещё были «бред и галлюцинации». 15 сентября был доставлен частным самолётом в Берлин, где его лечением занялся друг отца в клинике Charité. 18 сентября 2018 года берлинские врачи заявили, что скорее всего Верзилов был отравлен веществом того же класса, что и скополамин. По словам лечащих врачей госпиталя Charité, точное определение отравляющего вещества было затруднено поздним поступлением пациента в немецкую клинику на 6 день после предполагаемого отравления. Версию отравления они называют убедительной. 25 сентября Верзилов впервые прокомментировал своё отравление: «Только третий день в относительном сознании — а перед тем 12 дней как в чёрной дыре. Провожу дни в дружной компании чудесных ядов. Но не полоний-210, не „Новичок“, а что-то новое и удивительное!». Однако сам пострадавший настаивает на том, что был отравлен, и это обстоятельство за два года не было расследовано. В этот же день Надежда Толоконникова заявила, что с 22 сентября за ней и другими близкими Верзилова в Берлине обнаружена слежка. В связи с этим Верзилову и его близким была предоставлена охрана берлинской полиции. 26 сентября был выписан из берлинской клиники, так как остался последний неопасный симптом — расширенные зрачки. После окончания курса лечения в Берлине, прошёл достаточно лёгкий и быстрый курс реабилитации в Израиле, и через пару месяцев зимой вернулся в Москву.

## Личная жизнь
С 2008 по 2016 год был женат на Надежде Толоконниковой. Дочь — Гера Верзилова (род. 4 марта 2008).
В сентябре 2018 года стало известно, что Верзилов состоит в отношениях с Вероникой Никульшиной, участницей июльской акции на стадионе «Лужники». В интервью 2023 года Верзилов сообщил, что расстался с Никульшиной.

## Фильмография
| Год  |     | Название                                  | Роль               |
| ---- | --- | ----------------------------------------- | ------------------ |
| 2013 | док | Показательный процесс: История Pussy Riot | в роли самого себя |
| 2015 | с   | Карточный домик / House of Cards          | камео              |
| 2018 | ф   | ВМаяковский                               | Яков Агранов       |
| 2018 | кор | Первая смерть                             | в роли самого себя |